# Гурам Дочанашвили
Гурам Дочанашвили (на грузински: გურამ დოჩანაშვილი) е грузински антрополог, археолог, сценарист и писател на научна фантастика. В сферата на литературата разработва романи, истории и есета, като основни теми в своите книги, които изследва са – любовта, приятелството и служенето на изкуството.

## Биография
Гурам Дочанашвили е роден на 26 март 1939 г. в град Тбилиси, Грузинска ССР (днес Грузия), СССР. Баща му Петре Дочанашвили е лекар, а майка му Гулнара Емхвари домакиня. През 1962 г. завършва Историческия факултет на Тбилисиския държавен университет.

## Филмография
Филмография на Гурам Дочанашвили като сценарист:
- 1984 – Изкусител (късометражен)
- 1987 – Балада за певец (анимация)
- 1970 – Проходная пешка / გამსვლელი პაიკი (късометражен)